# ئی گانگ
ئی گانگ (انگلیسی: Yi Gang؛ زادهٔ ۵ مارس ۱۹۵۸) اقتصاددان و مدیر اجرایی اهل چین است، که هم‌اکنون ریاست بانک خلق چین را برعهده دارد.